# Брока, Поль
Поль Пьер Брока́ (фр. Paul Pierre Broca, 28 июня 1824 — 9 июля 1880) — французский хирург, этнограф, анатом и антрополог. Его работы относятся к области медицины и антропологии — серия статей по патологиям суставных хрящей, аневризмам и опухолям. Фактически Поль Брока является основоположником современной антропологии, так как разработал инструментарий этой науки (применяющийся и в настоящее время), основал Общество антропологии в Париже в 1859, основал журнал «Антропологическое обозрение» («Revue d’anthropologie») в 1872 и Высшую школу антропологии в 1876 году. Обнаружил центр речи в головном мозгу человека, названный его именем (центр Брока — область коры головного мозга, располагающаяся в нижней задней части третьей лобной извилины левого полушария — у правшей).

## Биография
Поль Брока родился 28 июня 1824 года в семье военного врача в Сен-Фуали-Гранд департамента Жиронда (административный центр — город Бордо) на юго-западе Франции. С юных лет Поль был знаком с методиками исследований и отбора материалов. Тесное общение с врачами в дальнейшем определило его карьеру в медицинской сфере. В основе взглядов Брока основополагающей является теория Дарвина (теория естественного отбора).
В 1844 году Поль Брока получил высшее медицинское образование и приступил к выполнению обязанностей прозектора (должность, аналогичная ассистенту, на кафедрах анатомии, зоологии, хирургии и др.), практикуя одновременно в нескольких госпиталях.
С 1848 года Брока ведёт активную научную деятельность, публикуя результаты своих исследований в медицинских журналах и обозрениях. В этом году основал «общество вольнодумцев» (англ. freethinker — общество материалистов, разделяющих взгляды Чарльза Дарвина), за что был подвергнут преследованиям со стороны властей.
В 1850 году Поль Брока проводит сравнительное исследование антропологических характеристик древних и современных скелетов, эксгумируя захоронения на старинном парижском кладбище, что привело к увлечению учёного физической антропологией и разработке методов изучения формы, структуры и внешних особенностей черепа (и мозга).
В 1859 году Поль Брока основывает первое в Европе общество Антропологии в Париже, руководителем которого являлся до конца своих дней.
В 1867 году Поль Брока стал профессором медицинского факультета в Парижском университете в Сорбонне.
В 1872 году Полем Брока был основан журнал «Антропологическое обозрение» (Revue d’anthropologie).
В 1876 году Поль Брока основывает в Париже Высшую школу антропологии. В том же году Поль Брока основывает антропологический музей (так же в Париже).
В 1880 году (незадолго до своей смерти) Поль Брока был избран пожизненным членом французского Сената.
Поль Брока скончался в возрасте 56 лет в Париже 9 июля 1880 года.
Своё тело после смерти учёный завещал науке. Мозг Поля Брока является одним из экспонатов «Музея человека» в Париже.

## Оценки
«Его уникальный вклад в науку состоит в том, что именно он превратил антропологию в академическую дисциплину в её современном понимании. Заложив начала изучения морфологии человека по многим частным направлениям, П. Брока при этом создал единые универсальные методики антропологических исследований, которыми пользуются учёные всего мира до сих пор» (Перевод с французского А. Иванова).
Сам Поль Брока считал себя достигшим вершин во всех отношениях, что отражается в речи в честь избрания его сенатором: «Я слишком счастлив! Самые смелые честолюбивые мечты, какие только может иметь человек науки, о чём только мог мечтать любой смертный, осуществлены; если бы я был так же суеверен, как древние, я считал бы своё настоящее избрание предвестником большой катастрофы, быть может, самой смерти».
В честь Брока названы:
- Афазия моторная Брока (лат. Broca’s aphasia motoria) — нарушение устной речи при сохранности функций артикуляционного аппарата (обычно с таким нарушением человек может жевать, глотать, свистеть, петь — в том числе пропевать слова и кричать).
- Центр Брока (лат. Broca’s area) — ядро двигательного анализатора артикуляции речи; располагается в задних отделах нижней лобной извилины вблизи отделов двигательной области коры головного мозга (предцентральной извилины), которые являются анализаторами движений, производимых при сокращении мышц головы и шеи.
- Брока извилина — извилина лобная нижняя (лат. g. frontalis inferior) — извилина в нижней части верхнелатеральной и нижней поверхностей лобной доли, ограниченная нижней лобной и латеральной бороздами.

## Научная деятельность

### Антропология
Поль Брока фактически стал основателем этой науки как отдельной научной дисциплины.
Им были разработаны числовые индексы для расчёта соотношения размеров черепа и мозга (используемые и в настоящее время). Занятие черепной антропометрией потребовало создания специализированных инструментов — Брока стал изобретателем краниометров. Эти приборы и исследования древних перуанских, древних французских, древнегреческих и современных черепов человека позволили Полю Брока сделать выводы, остановившие споры со сторонниками теории унитаризма.
В целом по результатам только исследований мозга Полем Брока было опубликовано 53 статьи. Следует отметить, что Поль Брока в современном представлении является убеждённым расистом.

### Анатомия
Полем Брока выведен ряд основных анатомических соотношений, характеризующих расовые различия. Например, если сравнить расстояние от руки до предплечья у негров и европейцев, окажется, что руки у них неодинаковой длины: если взять цифру для европейцев за 100, у негров она будет равна 107,84. Но главное, у негров гораздо больше, чем у европейцев, развита периферийная нервная система, а центральная, наоборот, меньше. Средняя ёмкость черепа в кубических дюймах равна 93,5 у европейцев и 82,25 у негров.
Полем Брока построены шкалы для сравнительного определения цвета глаз, типа волос и оттенков кожи. Индексы, разработанные и введённые в применение Полем Брока, в настоящее время широко применяются в различных областях, например, классификация по типам телосложения (конституция) в зависимости от обхвата запястья ведущей руки.

### Хирургия
Как хирург Поль Брока смело применял такой метод обезболивания пациентов во время операций, как гипноз. В 1859 году в госпитале Неккера (Париж) Фоллен и Брока произвели под гипнозом весьма болезненную операцию (надрез абсцесса в прямой кишке).
По его словам относительно гипноза: «Всякое безвредное средство, оказавшееся успешным хотя бы однажды, заслуживает изучения».

### Неврология
Успехи в этой науке принесли Полю Брока всемирную известность и признание. В первую очередь это открытие центра речи (Центр Брока), сделанное случайно по результатам патологоанатомического исследования всего двух больных. Первый больной, Леборн, до наблюдения у Брока в течение 21 года был лишён речи. Леборн мог произносить только два слова родного французского языка: «tan» (пора) и «Sacre nom d…» (чёрт возьми). Второй больной, Лелонг, до наблюдения у Брока в течение 9 лет не мог говорить — искажённо произносил 5 слов: «tois» — искажённое «trois» (три), «non» (нет), «oui» (да), «toujour» (всегда) и «Lelo» (Лелонг). Лечить больных не пытались, так как причины речевых нарушений были в то время не известны. После смерти и вскрытия было определено, что у обоих больных поражены (разными заболеваниями) одни и те же области левого полушария головного мозга, что и позволило Полю Брока, опираясь на данные предыдущих исследований, сделать выводы в отношении локализации речевого центра (в публикации 1865 года).
Нужно отметить, что похожее заявление было сделано по единичному наблюдению афазии (потери речи) с заболеванием левой лобной доли головного мозга ещё в 1822 году Томасом Гуддом в английском издании «Френологические изыскания».
По данным более 40 наблюдений в 1836 году врач Марк Дакс составил, но так и не отправил письмо для Медицинского общества в университете Монпелье о том, что полушария головного мозга отвечают за различные функции организма — афазия сопутствует параличам правых конечностей, а значит, вызывается поражением левого полушария головного мозга.

## Другие сферы деятельности
Великий исследователь и практик Поль Брока в относительно раннем возрасте стал сторонником дарвинизма и открыто вставал на сторону полигенистов (человеческие расы, по этой теории, произошли от биологически разных видов обезьян). Это противоречит теории возникновения человека, признаваемой церковью. Причём с момента начала научной деятельности, в 1848 году, Поль Брока основывает в Париже общество «вольнодумцев» — симпатизирующих теории Чарльза Дарвина. Как следствие, давление на учёного со стороны церковных властей было достаточно велико, вплоть до того, что все его учения и выводы были объявлены недействительными со стороны церкви.

## Основные опубликованные сочинения Брока
- О принципе мозговых локализаций. Sur le principe des localisations cerebrales // Bulletin de la Societe d’Anthropologie. — 1861, tome II. — Р.190-204.
- Потеря слова, хроническое размягчение и частичное разрушение передней левой доли. О месте языковой способности. Perte de la parole, ramollissement chronique et destruction partielle du lobe anterieur gauche. Sur le siege de la faculte du langage // Bulletin de la Societe d"Anthropologie. — 1861, tome II. — Р.235-238.
- Замечания о месте способности к членораздельной речи, за которыми следует наблюдение афемии. Remarques sur le siege de la faculte du langage articule, suivies d’une observation d’aphemie // Bulletin de la Societe Anatomique. — 1861, tome XXXVI. — Р.330-357.
- Локализации мозговых функций. Место способности к членораздельной речи. Localisations des fonctions cerebrales. Siege de la faculte du langage articule // Bulletin de la Societe d"Anthropologie. — 1863, tome IV. — Р.200-208.
- Общие инструкции для антропологических исследований и наблюдений, [пер. с франц.], в сборнике: Известия Императорского общества любителей естествознания, антропологии и этнографии, т. 2, М., 1865; Instructions craniologiques et craniometriques de la Sosiete d’Anthropologie de Paris redigees. P., 1875.
- Le pli transversal du singe dans la main de l’homme. — 1877.